# المعراني
شمس الدين عبد لله بن شاكر بن المطهر. كان فاضلًا له اليد الطولى في الهندسة والفلك، وكان مع ذلك أديبًا شاعرًا له شعر فارسي حسن، وعربي لا بأس به، مات في حدود سنة 570 هـ بأصبهان. ذكره القفطي.